# 복드 칸
복드 칸(몽골어: ᠪᠣᠭᠳᠠ
ᠬᠠᠭᠠᠨ Boɡda haɡan, 1869년 10월 13일~1924년 5월 20일)은 복드 칸국의 불교 승려이자 몽골계 국가 불교도 군주였던 정치인이다. 제8대 제쮠담바 후툭투이며, 속세의 이름은 롭산 추키니마 텐진왕축이다. 
몽골의 독립운동을 하였으며 독립 몽골의 카안과 몽골 인민당 명예고문위원장을 지냈다. 1911년 12월 29일부터 1919년까지, 1921년부터 사망시까지, 중화민국 군대가 외몽골을 점령한 기간을 제외하고는 몽골의 수반이었다. 한자식 존호는 일광황제(日光皇帝)이다.

## 일생

### 생애 초반
1869년 10월 13일 청나라 쓰촨성 간쯔 티베트족 자치주 리탕 현에서 출생하였으며 아버지 곤치크세렌(Гончигцэрэн)는 제12대 달라이 라마의 궁정의 회계 담당자였고, 어머니는 오돕둘람(Ойдовдулам, 키르기스어로 나는 생각하다는 뜻)이다. 그에게는 3명의 형제가 있었다. 한때 청나라 내몽골자치주 후허하오터를 거쳐 청나라 티베트 자치구 라싸에 잠시 유아기를 보낸 적이 있는 그는 4세 때 8대 젭춘담바 후툭투의 환생으로 인정받아 5세 시절이던 1874년을 기하여 외몽골 울란바토르로 이주하였다. 같은 해 말 다쿠룬에 도착해 간덴사에서 즉위했다. 이후 청년기에는 제쮠담바 후툭투로 봉직 직무하며 청년 시절의 전부를 보냈다.

### 결혼과 직계 가족 관계
1895년에는 7년 연하의 첸딘 돈독둘람을 만나 7년 연애 끝에 1902년 그녀와 결혼하여 이후 그녀와의 사이에는 슬하 1남을 두었다. 그러나 1904년 출생한 복드 칸 부부의 아들은 1912년 복드 칸국 황태자 책봉 대세에도 올랐지만 끝내 황태자 책봉 결단 체제가 아직 단행되기 전이었던 1913년에 갑작스럽게도 병으로 인하여 향년 9세로 훙서하였다.

### 몽골의 독립과 카안 즉위
청나라의 통치에 불만을 품던 몽골의 노얀, 귀족들은 독립을 추진했다. 1903년 청나라 조정은 중국인이 외몽골을 탐험하고, 광산을 개발, 채굴하도록 장려하는 새로운 정책을 시행했으며, 몽골의 구 행정 제도를 폐지하고 외몽고를 지방으로 만들 계획을 세웠다. 외몽고에 대한 청나라의 광산개발, 채굴 및 새 토지 정책은 몽골인들의 이익을 침해했고 많은 몽골인들 사이에 불만을 불러일으켰다. 이때 투시예트칸부 부족의 왕자 혼도 도르지 등은 러시아와 비밀리에 접촉, 러시아는 청나라 외무부에 서한을 보내 청나라 측에 외몽골에 주둔한 만주족 군대를 즉시 철수시키고, 외몽골에 군대를 주둔시키지 말고, 관리를 보내거나 식민지를 식민지화하지 말도록 요청했다.
영국의 티베트 침공으로 인해 13대 달라이 라마는 러시아의 도움을 구할 목적으로 라사에서 그레이트 쿨룬으로 도피했다. 13대 달라이 라마는 다쿨룬에 1년 이상 피신하면서 간덴사원에 머물며 8대 달라이 라마 젭춘담바를 여러 차례 만났다. 할하에 주둔하는 러시아 국경 관리들의 보고에 따르면 이때 달라이 라마는 젭춘담바를 만났고 몽골인 쿠툭투, 고위 라마 및 왕자들과 중국으로부터 독립 국가를 수립하는 것에 대해 논의했다 한다.
1911년 10월 신해혁명을 계기로 몽골의 노얀, 귀족들은 러시아 제국의 도움을 받아, 결국에는 1911년 12월 29일, 청나라로부터 독립을 선언한다. 몽골 귀족들은 지도자로 쳅춘담바 복드를 추대했다.
몽골의 왕공족들은 그를 몽골어로 칭할 때 복드 칸이라 칭했다. 그는 황제로서 조령, 칙령을 내릴 때는 공문서에 황제라고 지칭하였다.
몽골이 청나라로부터 독립, 몽골 자치과도정부국이 수립되자 그는 1911년 12월 29일에서부터 1919년 12월 29일까지 몽골 황제로 재위하였고 1919년 12월 29일에서부터 1921년 12월 29일까지 몽골 국가원수로 재임하였으며 1921년 12월 29일에서부터 1924년 5월 20일을 기하여 병사할 때까지 몽골 국가주석을 역임하였다.

#### 치세 중 쿠데타
1919년 12월 29일에서부터 1921년 12월 29일까지 몽골 국가원수로 재임하던 그는 1921년 6월 30일에서부터 1921년 9월 15일까지 예비역 소비에트 육군 중장 스테른베르크 장군이 이끄는 외부 침탈 쿠데타로 인하여 잠시 몽골 자치과도정부국 국가원수 직위가 정지되었다.
1919년 8월 중화민국 북양정부(北洋政府)가 몽골은 중국의 일부라고 선언, 11월 7일 북양정부 총통 쉬스창(徐世昌), 총리 돤치루이(段祺瑞)가 장군 쉬슈(徐樹) 등을 외몽골 원정군으로 파병, 북양정부군은 복드 칸을 유궁에 감금하였다. 11월 17일 쉬슈(徐樹)는 중국 정부의 64개 조항을 강요했고, 11월 22일 쉬스창은 몽골의 자치권 취소를 선언한다.
1921년 예비역 소비에트 육군 중장 로만 폰 웅게른슈테른베르크가 울란바토르를 장악, 중국 베이양 군벌(북양군 대군)을 몰아냈다. 1921년 6월 30일부터 1921년 9월 15일까지 스테른베르크가 몽골 자치과도정부국 대리 집정황제를 역임하였는데 이 와중에 냉궁 연금되었던 그는 유폐된 냉궁에서 재기 세력을 규합하여 끝끝내 1921년 9월 15일을 기하여 역쿠데타를 일으키며 스테른베르크 몽골 대리 집정황제를 주살하고 몽골 국가원수 재집권하다가 결국 몽골 자치과도국 헌법을 부분 개편하였다. 그러나 운게른 남작의 폭학으로 인심이 이반하고, 같은 해 4월에 복드 칸이 베이징에 지원을 요청했을 무렵, 몽골인민당, 부리야트인 혁명가들에 의해 정부가 장악, 그는 입헌군주국을 승인하게 됐다.  1921년 12월 16일을 기하여 몽골 인민당 명예고문위원장 취임하였고 1921년 12월 29일을 기하여 몽골 자치과도정부국 국가주석으로 취임하였다.

### 사망
1923년 4월 30일을 기하여 황후 첸딘 여사(영부인)가 5년간 와병하다가 병사함으로 인한 황후 첸딘 여사의 훙서(서거)를 목도하였으며 1년 후 그는 몽골 자치과도정부국 국가주석을 지내던 중 1924년 2월 29일을 기하여 몽골 인민당 명예고문위원장 직위 사퇴 및 몽골 인민당 탈당을 선언하였으며 그 후로는 아예 무당적 및 무소속 신분으로 몽골 자치과도정부국 국가주석 재임 중 복드 칸 군주 그 또한 1924년 5월 20일을 기하여 울란바토르의 한 굴룬에서 향년 55세로 병사하였다.
사망 당시 그의 공식 사망원인은 암으로 발표되었다. 그러나 일설에는 소비에트 연방의 붉은 군대의 사주를 받은 할하부 출신의 공산주의자 허를러깅 처이발상이 그를 독살했다는 소문이 돌기도 했다.

## 사후
복드 카안의 사후 공산주의 정권은 더 이상 활불의 환생을 인정하지 않고 몽골 인민공화국의 건국을 선언했다. 그가 사망한 직후 발링긴 체렌도리(Балингийн Цэрэндорж) 몽골 총리가 1924년 5월 20일에서부터 1924년 11월 24일까지 몽골 국가원수 권한대행을 역임하였다.

## 같이 보기
- 칸
- 1911년 몽골 혁명
- 1921년 몽골 혁명

## 기년
| 첨원제      | 원년            | 2년        | 3년        | 4년        | 5년        | 6년        | 7년        | 8년        | 9년        |
| ----------- | --------------- | ---------- | ---------- | ---------- | ---------- | ---------- | ---------- | ---------- | ---------- |
| 서력 (西曆) | 1911년          | 1912년     | 1913년     | 1914년     | 1915년     | 1916년     | 1917년     | 1918년     | 1919년     |
| 간지 (干支) | 임신(壬辰)      | 계유(癸酉) | 갑술(甲戌) | 을해(乙亥) | 병자(丙子) | 정축(丁丑) | 무인(戊寅) | 기묘(己卯) | 경진(庚辰) |
| 연호 (年號) | 공대(共戴) 원년 | 2년        | 3년        | 4년        | 5년        | 6년        | 7년        | 8년        | 9년        |

| 전임 에제이 칸 또는 휴브트 요스 칸 (청나라 식민지) | 몽골 제국의 칸 1911년 12월 29일 ~ 1919년 11월 7일 | 후임 북양정부의 식민지 (북양정부 주석 쉬스창) |

| 전임 북양정부의 식민지 (북양정부 주석 쉬스창) | 몽골 제국의 칸 1921년 2월 21일 ~ 1924년 5월 20일 | 후임 공화국 선포 발링긴 체렌도리 |